# Maria Montessori
Maria Montessori (Chiaravalle, Ancona, Itàlia, 31 d'agost de 1870 - Noordwijk, Països Baixos, 6 de maig de 1952) va ser una pedagoga, científica, metgessa, psiquiatra i filòsofa, i una devota catòlica, feminista i humanista italiana.
És la impulsora del conegut mètode Montessori d'educació, implantat arreu del món. A través d'aquest sistema, s'ofereix a la mainada un espai adaptat on poden viure tot el dia vigilats per una institutriu. Els pares poden entrar al centre i controlar l'activitat del seu fill, sempre que no interrompin el bon funcionament del mètode. Tot i l'èxit del seu mètode, Montessori no deixa de treballar per millorar-ne la implantació. Imparteix conferències i cursos de formació per les principals ciutats d'Europa, Amèrica i Àsia.
Als vint-i-sis anys, Montessori és la primera dona italiana que aconsegueix el títol de metgessa. També ingressa a la Universitat de Roma com a assistenta en la clínica psiquiàtrica. Tot i haver rebut una primera formació com a metgessa, amb el pas dels anys la seva activitat es va aproximant a la branca de la pedagogia.

## Vida

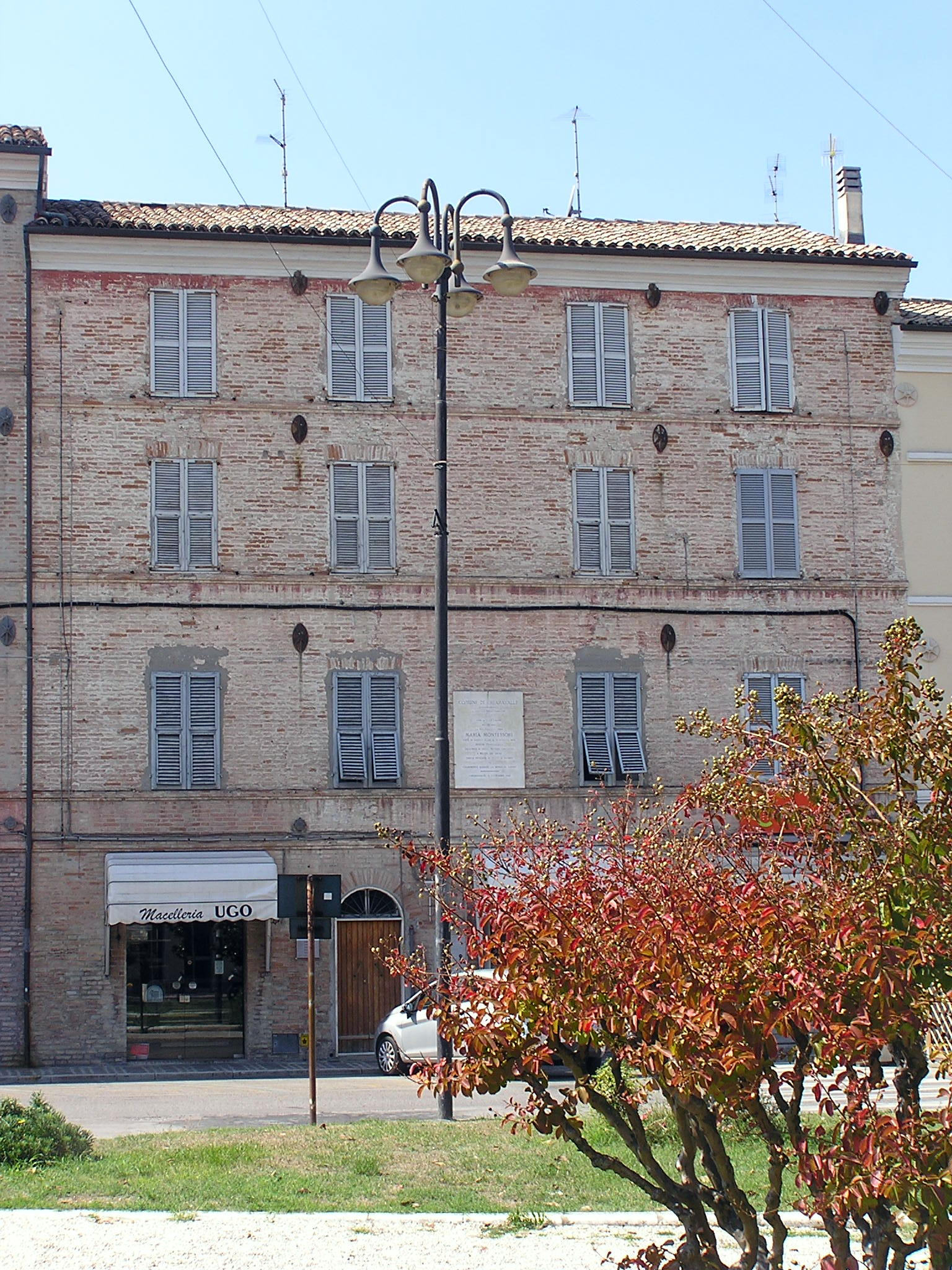
Casa natal de Maria Montessori, a Chiaravalle, avui en dia seu de la fundació Montessori

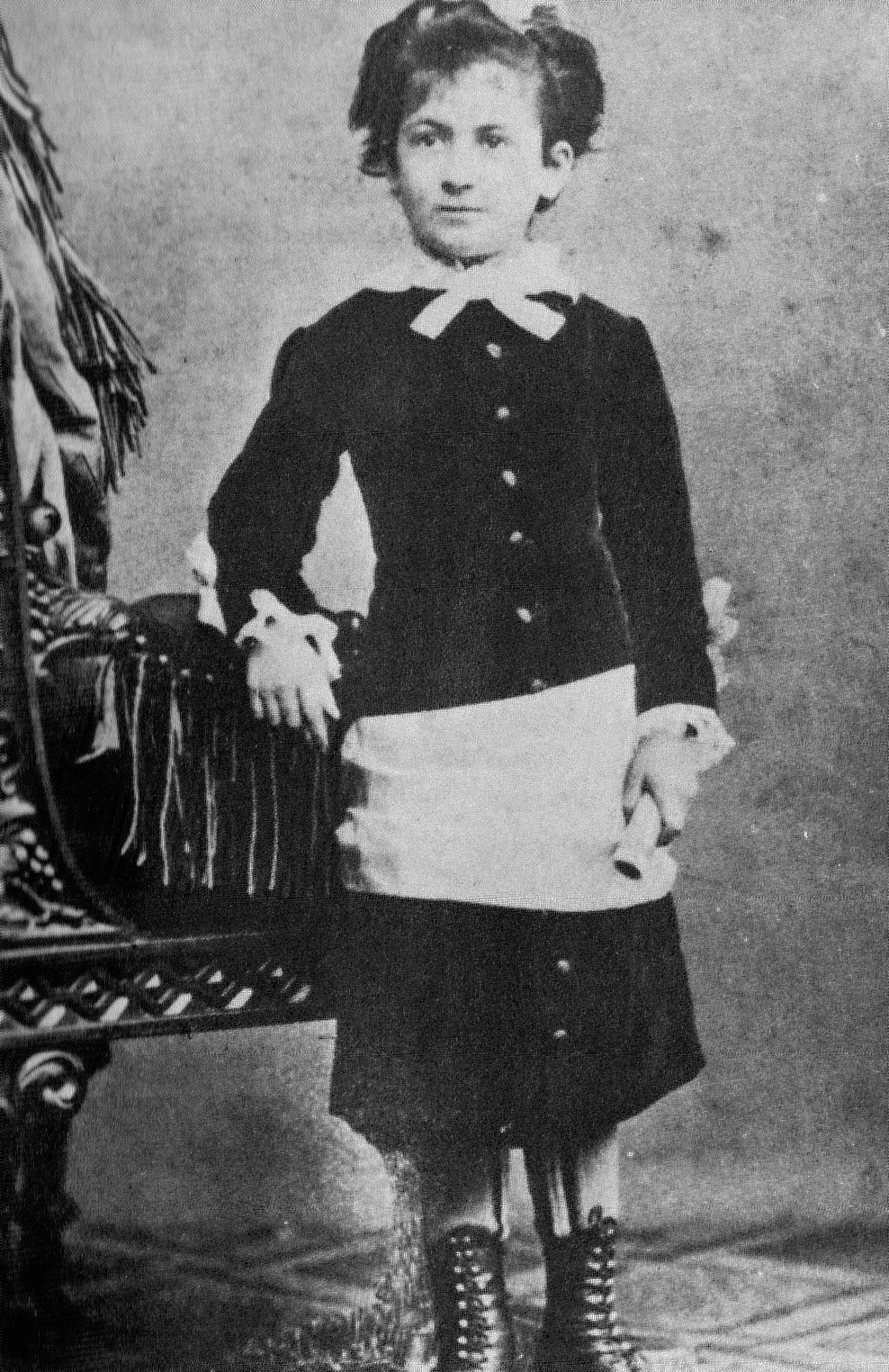
Maria Montessori a l'edat de deu anys

Maria Montessori va néixer a Chiaravalle, província d'Ancona (Itàlia) el 31 d'agost del 1870. Quan tenia dotze anys, la seva família es trasllada a Roma per tal que ella pugui tenir una bona educació. Tot i que els seus pares havien pensat que estudiés per ser mestra —de fet, l'única sortida oberta a dones— ella opta per estudiar medicina, per la qual cosa haurà de passar per nombroses dificultats de caràcter econòmic i social. Tot i així, als vint-i-sis anys, és la primera dona italiana que obté el certificat de metge. Ingressa a la Universitat de Roma com a assistent en la clínica psiquiàtrica.
Però Maria Montessori aviat comença a traslladar el seu pensament cap a altres disciplines. Durant un congrés pedagògic a Torí fa una intervenció sobre el tractament i l'educació dels nens amb discapacitats intel·lectuals, que en aquella època eren considerats malalts mentals. A partir d'aquesta intervenció, el ministre d'educació, Guido Bacelli, la convida a impartir una sèrie de conferències a Roma per presentar les seves idees sobre l'educació d'aquests nens. Posteriorment, es fundarà una escola estatal d'ortofonia, on Montessori exercirà com a directora entre el 1899 i el 1901. Durant aquest trienni integra un grup de professors especialitzats en l'observació i l'educació d'infants amb discapacitats.
Un temps més tard, es traslladà a Londres i a París per tal d'estudiar els mètodes estrangers. De retorn a Roma va prosseguir amb les seves observacions, va elaborar un mètode fonamentat en els principis de Jean Marc Gaspard Itard i de Édouard Séguin i va emprendre una sèrie de noves experiències en l'àmbit de la lecto-escriptura, que van ser positives amb nens amb discapacitats intel·lectuals. El conjunt de les seves troballes li dona la possibilitat d'ocupar la càtedra d'antropologia pedagògica a la Universitat de Roma, on es dedicà a l'ensenyança durant diversos anys.
Gradualment va desplaçant el seu interès inicial per la maninada amb discapacitats mentals cap als infants en edat escolar. A partir d'aquest desplaçament, el mes de gener de 1907 Montessori funda la primera Casa dei Bambini, un lloc on els nens tinguessin l'oportunitat d'aprendre seguint els seus innovadors mètodes.
De fet, la fundació d'aquest primer centre fou impulsada bàsicament per l'Istituto Romano dei beni stabili, un organisme social que pretenia impulsar la rehabilitació del barri de San Lorenzo de la capital italiana mitjançant la construcció d'edificis moderns, ja que els habitants d'aquest barri vivien en una gran precarietat higiènica. El director d'aquest organisme E. Talamo coneixia les experiències de Montessori com a metgessa i com educadora i va considerar oportú confiar-li la direcció d'un centre de formació per a infants. En realitat, el centre era una institució pedagògica orientada a la mainada de tres a sis anys que residien als immobles de l'Istituto Romano. Segons reconeix Montessori al seu llibre I Bambini, «el projecte inicial pretenia reunir als fills dels residents d'un edifici per tal d'impedir que s'equivoquessin d'escala, maltractessin els murs i sembressin el desordre». En acceptar, Maria Montessori es proposava dues metes: per una banda, procurar una vida millor als residents basada en la higiene i l'harmonia familiar i social; per una altra, perseguia una finalitat pedagògica. La principal innovació de la Casa dei Bambini era oferir a la mainada un espai adaptat on podien viure tot el dia acompanyats d'una institutriu; els pares estaven convidats a entrar al centre i seguir el treball dels seus fills sempre que respectessin les maneres i la propietat dels nens. Pel que fa a la institutriu, tenia l'obligació de residir a l'edifici per tal de facilitar la cooperació amb els pares en la seva tasca d'educar als infants. En aquest primer centre, després transportat com a model a tants altres arreu del món, Montessori va començar a aplicar els resultats dels seus estudis, creant el que es coneix com a mètode Montessori.
D'aquesta petita escola fundada al carrer Marsi, a Roma, va sorgir una obra que va tenir ressonància mundial en els mitjans educatius. En aquella època, era extraordinari associar l'aspecte social i el pedagògic respecte a l'educació infantil, així com defensar els drets dels infants i defensar-los davant els adults.
El 1909, Montessori va publicar la seva obra fonamental sobre el «mètode de la pedagogia científica» aplicada a l'educació dels infants: Il metodo della pedagogia scientifica applicato all'educazione infantile nelle case dei bambini. Les seves repercussions van ser tan grans que l'obra fes va traduir ben aviat a molts idiomes, L'èxit de la Casa dei Bambini la va fer fundar quatre noves escoles a Roma, i va deixar l'escola original per expandir el mètode, i el 1913 organitza cursos internacionals a Roma als quals van assistir un centenar d'educadors de molts països, confessions i afiliacions polítiques. Tots aquells professionals que van conèixer el seu mètode, ja fos a través del llibre com en algun dels seminaris, van contribuir a crear un clima favorable arreu d'on procedien. Com a fruit d'aquesta propagació, la Società Umanitaria va constituir la Casa dei Bambini de Milà d'acord amb els principis montessorians.
Montessori va multiplicar els seus viatges arreu d'Europa, Amèrica i Àsia, per impartir conferències i cursos de formació, participar en congressos, establint contactes amb personalitats. Roma, Milà, Londres, París, Berlín, Amsterdam, Barcelona, San Francisco, Madràs o Karachi són algunes de les ciutats on es van organitzar aquests esdeveniments. Amb tot això arribà a formar personalment a més de cinc mil estudiants d'arreu del món.
Resulta difícil ordenar cronològicament tots els viatges que arribà a fer, així i tot, si és possible destriar aquells que tingueren una influència especial en el destí de la seva obra.
Durant la Primera Guerra Mundial va viatjar sovint als Estats Units, on va fundar un col·legi per a mestres. Amb Alexander G. Bell, en aquell moment considerat l'inventor del telèfon, i la seva filla obren la primera Casa dei Bambini als Estats Units. Allà, les escoles es multipliquen i es forma l'American Montessori Association, que van encapçalar el mateix Alexander G. Bell i Margaret Wilson, filla del president Wilson. L'entrada del mètode Montessori s'interromp a causa de la intervenció del professor William Kilpatrick que, el 1914, escriu el llibre The Montessori System Examined en el qual declara que la teoria Montessori ha quedat obsoleta.
El 1926 es funda la Reial Escola del Mètode Montessori amb el suport de Mussolini; les escoles i els centres de formació a docents es multipliquen a Itàlia i s'escampen en països com Alemanya. Posteriorment, ella renuncia a l'ajuda de Mussolini per causa de la seva voluntat d'adoctrinar als nens amb una finalitat feixista, principi que resulta incompatible amb el concepte de llibertat, tan fonamental en el mètode. Mussolini mana tancar totes les escoles que segueixen el mètode Montessori, i Adolf Hitler fa el mateix a Alemanya.
El 1936, Montessori es va veure forçada a exiliar-se i va establir-se en els Països Baixos. Amsterdam, ciutat que va acollir-la, va esdevenir la seu de l'Associació Montessoriana Internacional.
Durant la Segona Guerra Mundial, Montessori es refugia a l'Índia, on desenvolupa el treball amb nens majors de sis anys, iniciant la primària Montessori. El 1946, en apaivagar-se el conflicte torna a integrar-se en el cercle Europeu, fent una primera estada a Europa per tornar després a Amsterdam, on viu a Noordwijk Aan Zee fins al 1952, any en què mor als vuitanta-dos anys.

## La descoberta de l'infant
Seguint el camí obert per Rousseau, una de les majors contribucions de Maria Montessori va ser reivindicar la infantesa com etapa de la vida amb significació pròpia. Trencant la històrica consideració del nen com a un ésser inútil, sense valor social, a qui cal ensenyar-li tot, Montessori presenta el nen com un treballador infatigable que es va construint per si mateix i de si mateix. Considera que la infància és l'etapa més important de la vida de l'adult, ja que és el nen qui construeix aquest adult.
Montessor va obrir a la societat del seu temps una mirada nova cap a la mainada, descobrint la infància en la seva real manera de ser que ha estat ocultada per una capa d'ignorància i prejudicis. La nova educació ha de fonamentar-se en l'impuls natural de l'infant vers l'exploració i comprensió del món que l'envolta. Però aquesta capacitat de l'infant topa amb dues dificultats. Per una banda, l'ambient familiar i social que no li ofereix els mitjans per desenvolupar-se. L'altre entrebanc és l'actitud dels adults que, sovint de forma inconscient, aixequen obstacles que frenen el desplegament del seu potencial. D'aquí que l'educació demandi construir un ambient positiu i apropiat. Perquè els infants aprenguin en les condicions adequades, han d'evolucionar en un entorn que respongui a les seves necessitats. Com afirma Montessori, l'objectiu de la seva proposta educativa és «saber desvetllar en l'esperit de l'infant aquella persona que hi està amagada».
La importància d'aquesta nova perspectiva va portar Montessori a canviar el títol de la seva obra fonamental, El mètode de la pedagogia científica, pel de La descoberta de l'infant. Sota aquesta forma es publicà l'edició en català de 1985 amb un estudi introductori de Maria Antònia Canals i Jordi Cots.

## La pedagogia Montessori
Montessori va oferir situacions, pràctiques i eines per respondre a la demanda de renovar l'educació. Lluny de la lliçó idèntica per a tots els infants d'una escola tradicional, proporcionava aprenentatge individualitzat i respectuós amb els ritmes i situacions personals de cada infant. Això comportava, també, redefinir profundament el paper tradicional assignat al mestre o educador. Montessori pretén crear una escola on la mainada treballi espontàniament i al seu ritme de desenvolupament i on l'educador prepari les condicions per a la intersecció de cada infant amb les eines i materials que li convinguin, en un ambient preparat de seguretat i la serenitat.
Una detallada descripció de la seva metodologia es pot trobar a la pàgina de la Viquipèdia dedicada al mètode Montessori.

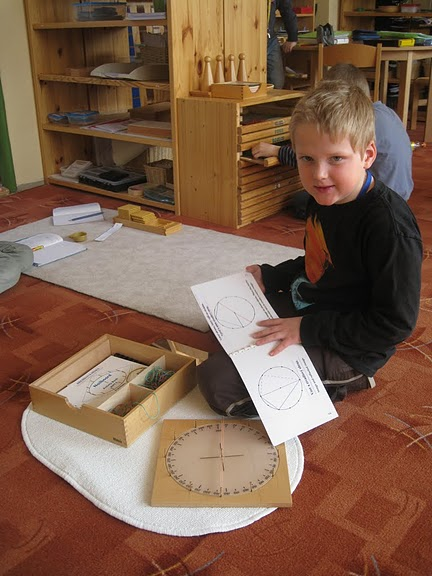
Treball individualitzat en una escola Montessori

La publicació de Il Metodo della Pedagogia Scientifica, el 1909, tingué una gran repercussió en els àmbits educatius coetanis. Especialment, entre els pedagogs i polítics que denunciaven les incoherències de l'escola tradicional i cercaven constituir una nova escola i una nova pedagogia que donés resposta a les necessitats de la societat industrial. El basament empíric del seu mètode s'unia a valors humanistes i espirituals. Aquest fet el feia especialment útil en un moment en què els països de cultura occidental expandien i milloraven els seus sistemes educatius.
A partir d'aquella publicació, el seu mètode va ser ampliat i desenvolupat fins a formar el sistema educatiu montessorià. No es pot considerar simplement com un mètode (una forma de fer, un material didàctic, unes pautes a seguir pels educadors i la mainada, sinó que va estretament unit a una filosofia de l'educació i a uns valors i unes creences. Montessori té una nova concepció i manera d'entendre la infància. Hi ha una estreta relació entre els seus principis i la seva visió antropològica i els seus materials i pràctiques didàctiques. El mètode Montessori va experimentar una gran expansió i difusió durant el primer terç del segle xx. N'és una mostra el paper preferent que va tenir en el congrés de la Lliga Internacional de l'Educació Nova celebrat a Niça el 1932.
La voluntat que guia Montessori és convidar a «treballar conscientment per al nen i arribar fins al final amb la prodigiosa intenció de salvar-lo, que equivaldria a conquerir el secret de la humanitat, com ja s'han conquerit tants secrets de la naturalesa externa».

## Recepció. Maria Montessori a Barcelona
La recepció i expansió del mètode de Maria Montessori, va tenir una especial influència en el desenvolupament del moviment de l'Escola Nova a Catalunya i va repercutir en els altres territoris de parla catalana. Una de les primeres notícies del mètode Montessori va ser un article divulgatiu publicat a la revista Feminal de 1911, que en anys successius en va publicar d'altres sobre Montessori i el seu mètode. Arran d'aquell primer article, altres publicacions van tractar també del mètode innovador d'educació. El 1912 la Revista de Educación, fundada per Joan Bardina, en tres números diferents, publicava articles sobre Maria Montessori, el seu mètode i sobre les escoles montessorianes de Roma. Els plantejaments ideològics i formals del mètode Montessori coincidien amb molts dels requisits que demanava a l'educació el projecte reformista del moviment del Noucentisme.

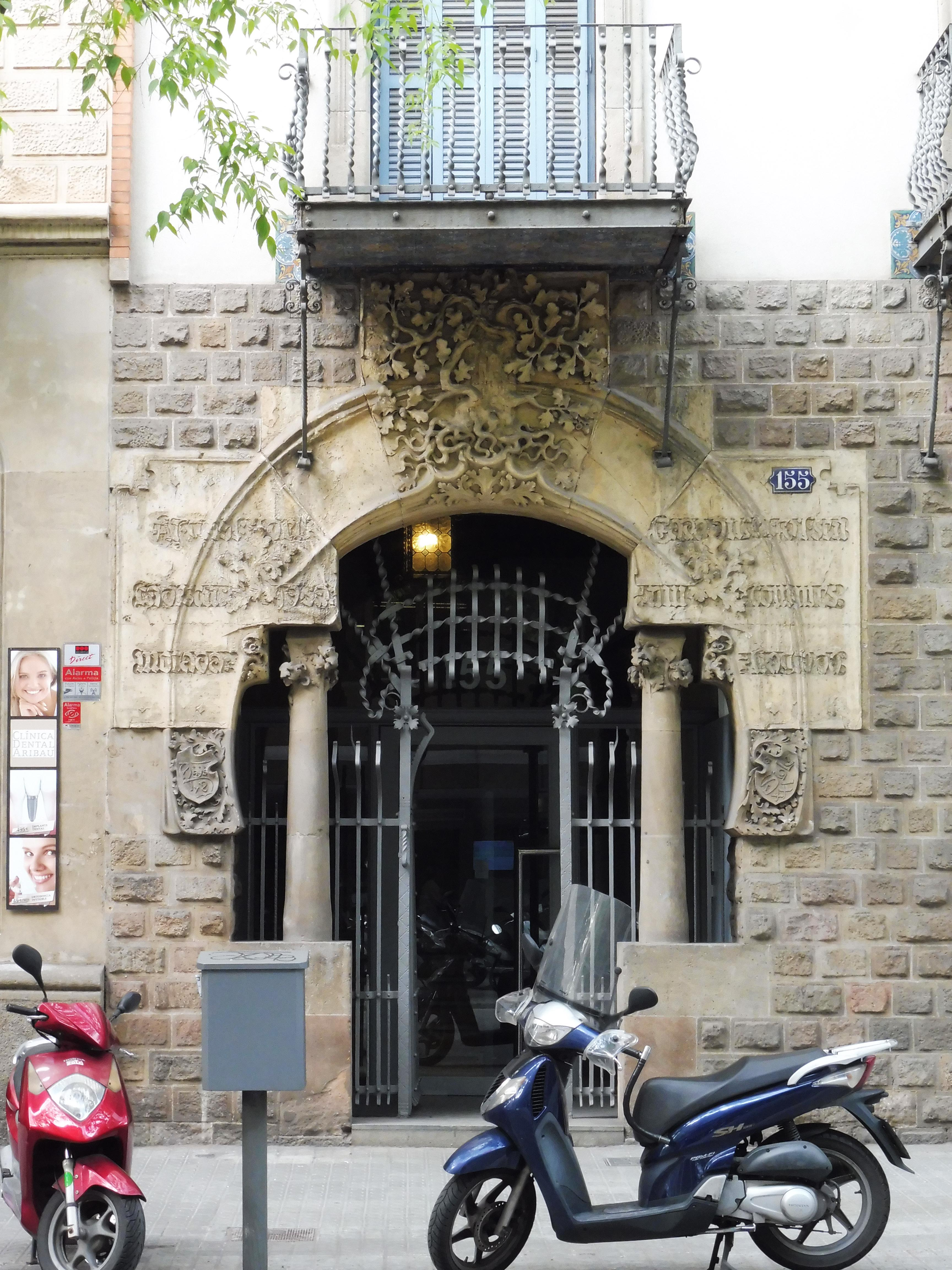
Entrada de l'antiga Escola Municipal Montessori de Barcelona creada el 1916 a la casa Conrad Roure i dirigida per Dolors Canals.

Homes com Eladi Homs i especialment Joan Palau i Vera, units als projectes educatius de la Lliga Regionalista, contribuïren d'una manera important a la difusió del mètode a Catalunya. Va ser Joan Palau qui, el 1913, fou pensionat per la Diputació de Barcelona per estudiar les Case dei bambini. De retorn a Barcelona, el gener de 1914, ell mateix inicià un assaig del mètode Montessori a les escoles de la Casa de Maternitat de Barcelona i al Col·legi Mont d'Or, que ell dirigia. Un assaig que fou un èxit notable i del qual deixà una interessant crònica. Aquell mateix any la Diputació de Barcelona, l'Estat i l'Ajuntament de Barcelona pensionaven sis mestres com a alumnes del Curs Internacional Montessori a celebrar a Roma entre el març i el juny d'aquell any. Eren Celestina Vigneaux, Mercè Climent, Leonor Serrano (inspectora de primera ensenyança) Dolors Canals «y la senyora Roig i la senyoreta Villuendas».
La primera Escola d'Estiu, que s'inaugurava aquell 1914 dedicada a mestres i educadors, va oferir un curs de formació del mètode Montessor sota la direcció de Palau Vera i amb la participació de les mestres becades. Des d'aquesta primera Escola d'Estiu van arribar les propostes educatives de Montessori a les Illes Balears a través de mestres que hi van assistir. Es creen aquell 1914 les escoles montessorianes de l'Arenal i de Santa Caterina. Tal és el cas d'Eulàlia Villalonga per a Menorca i dues assistents mallorquines, Josefina Bauzà i Rosa Estaràs, que havien estat becades per l'Ajuntament de Palma. Escoles religioses mallorquines, tant masculines com femenines, van aplicar el mètode Montessori a partir de 1916. El 1930 el mètode s'aplica a Palma, Sóller, Santa Maria, Inca i Manacor. L'any 1916 la Mancomunitat de Catalunya, l'Ajuntament de Barcelona i l'Estat obrien escoles Montessori públiques –la primera fou la que s'inaugurà el 13 de juliol del 1916 a la casa Conrad Roure, al carrer Aribau, 155, l'anomenada Casa dels Nens– i a les quals s'afegiren les escoles ubicades a la Sagrada Família.
La Diputació de Barcelona va convidar Anna Macchroni, estreta col·laboradora de Maria Montessori, per dirigir l'Escola Montessori creada per la corporació. En aquest centre es va dur a terme per primera vegada al món l'aplicació de la nova metodologia en una escola primària. L'experiència, que va tenir un èxit notable, és descrita detalladament per Macchroni a les pàgines de la revista Quaderns d'Estudi.
L'interès que va despertar a Catalunya la nova metodologia portarà a organitzar i celebrar el III Curs Internacional Montessori a Barcelona entre el febrer i el març de 1916. Hi van assistir mestres d'Itàlia, Anglaterra, Austràlia, Escòcia i el Canadà al costat de mestres de Catalunya i de les Illes. La manca de més mestres espanyols va ser causada per la prohibició de la seva assistència per part del Ministeri d'Instrucció Pública als mestres no catalans. L'organització d'aquest curs internacional, que per primer cop no es feia a Roma, va dur per primera vegada a Barcelona Maria Montessori el Nadal de 1915, convidada pel Consell de Pedagogia per a la preparació d'aquell curs que es va iniciar al febrer següent.
De nou, aquell mateix 1916, a l'Escola d'Estiu Eladi Homs i Miquel Ferrà van organitzar un curs sobre el mètode Montessori. Durant aquell i els següents anys es van anar creant diverses escoles montessorianes tant per iniciativa oficial com privada. Entre elles destaca l'Escola Montessori de Canet de Mar (1918-1939). També es van iniciar contactes per tal que la mateixa Maria Montessori s'establís a Barcelona i assessorés les escoles que es basaven en el seu sistema educatiu.

### La Mancomunitat de Catalunya i el mètode Montessori
La Mancomunitat es va convertir en la gran difusora del mètode Montessori que s'havia anat estenent per Catalunya. Davant de la pobra preparació professional i tècnica del magisteri, la proposta montessoriana oferia un mètode altament pautat i de senzilla aplicació, amb un material predeterminat i comprovat, avalat per la possibilitat d'un rigorós control dels seus resultats. Enfront de la vella escola tradicional podia proporcionar aprenentatges i habilitats adquirits a través de l'experiència immediata i reiterada de l'alumne, fet que assegurava un aprenentatge significatiu. La seva proposta lectoescriptora era tot un exemple d'eficàcia, amenitat i solidesa que capgirava les velles pràctiques seculars. Enfront d'una escola d'aprendre sofrint oferia convertir-la en la casa dels nens, on el joc era el motor de l'aprenentatge.

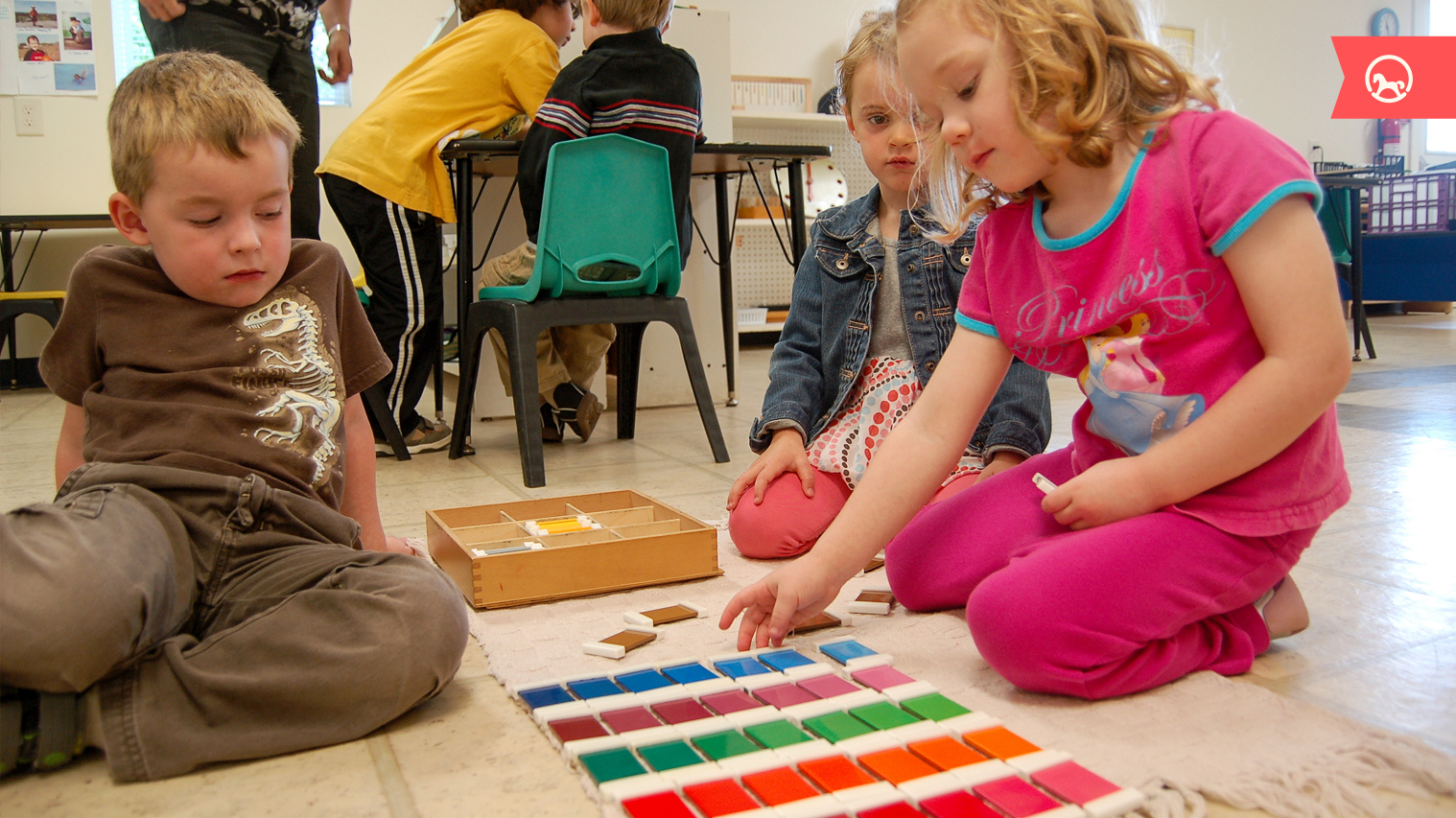
Activitat en una aula Montessori

També els educadors i els polítics noucentistes sentien afinitat per una pedagogia que, de fet, proposava tota una nova manera d'entendre el món, la persona i la vida que busca desenvolupar cada etapa evolutiva de la persona. Montessori era convençuda que l'entorn era un factor determinant en el desenvolupament de les capacitats de la infància per adaptar-se a la vida i als problemes que aquesta li planteja. I de com aquesta interacció entre el medi i l'infant expandeix la intel·ligència de la persona i actualitza tot el seu potencial. Era un plantejament que coincidia les línies mestres de la política educativa empresa per la Mancomunitat i el projecte reformista del catalanisme conservador. Enfront d'una societat catalana que vivia un alt nivell de conflictivitat social, l'escola montessoriana oferia un medi serè i ordenat fonamentador d'una moral autònoma en els seus alumnes oposada a l'heterònoma de l'escola tradicional. Motius que alhora van desfermar una oposició frontal al mètode Montessori i a total la política pedagògica de la Mancomunitat der part dels sectors defensors de la pedagogia tradicional i l'integrisme religiós, amb el jesuïta empordanès Ramon Ruiz Amado com a principal exponent. Rebutjaven l'antropologia implícita en el mètode de la pedagoga italiana i en l'educació activa des dels plantejaments d'una pedagogia de valors immutables de base neoescolàstica.
El 1915, la Mancomunitat va crear una escola experimental del mètode Montessori, que va dirigir Anna Maccheroni, una de les col·laboradores de la pedagoga italiana, i que contribuí eficaçment a donar a conèixer el mètode en acció entre els mestres catalans.

### Maria Montessori a Barcelona (1918–1936)
L'any 1916 es creava el Seminari-Laboratori de Pedagogia en el si de l'Institut d'Estudis Catalans, el qual el va organitzar el 1918. La seva direcció va ser confiada a la mateixa Maria Montessori, que es va traslladar a viure a Barcelona. Va ser nomenada membre del Consell de Pedagogia i directora de l'Escola Montessori de la Mancomunitat de Catalunya. El Laboratori va comptar amb la col·laboració d'Antoni Batlle, Joan Alzina i Melis i Lluís Folch i Torres. Montessori va romandre en aquest càrrec fins al 1921, any en què diferències sorgides van portar a la seva renúncia, tot i que va continuar col·laborant amb la Mancomunitat, especialment en la preparació i formació de mestres. Això li va reportar l'oposició dels sectors monàrquics o espanyolistes del magisteri pel fet que el mètode Montessori era una de les eines del programa reformador del catalanisme.
El 1919, Montessori, després d'un llarg viatge, va tornar a Barcelona i va reprendre l'assessorament a institucions com ara l'escola de la Casa de Maternitat o el Col·legi Mont d'Or. Però sobretot es va dedicar a l'experimentació i a redactar noves obres. Amb la col·laboració de Joan Palau Vera, que morí el 1920, i l'editorial Araluce van publicar cinc monografies, la primera edició de les quals es produeixen a Barcelona i en castellà, i es van esgotar totes. Entre elles La Autoeducación en la escuela elemental, Antropología pedagógica, Manual práctico del Método Montessori (aquesta amb un pròleg de Leonor Serrano i un breu escrit autògraf del papa Pius X). L'any següent, dins els Cursos Monogràfics d'Alts Estudis i d'Intercanvi de la Mancomunitat, Montessori va dictar un curs sobre «El desenvolupament inicial de la consciència».
La vinguda de Maria Montessori a Barcelona tenia una doble motivació. Per una banda, la situació social i política d'Itàlia i per l'altra poder comptar amb el suport i recursos d'unes institucions públiques sensibles a la nova educació com eren la Mancomunitat de Catalunya i l'Ajuntament barceloní. S'establí a Barcelona el 1918 i, malgrat la dimissió dels seus càrrecs, hi va romandre fins a 1936, any en què l'esclat de la Guerra Civil la portarà a marxar-ne. Inicialment, Maria Montessori, i el seu fill Mario, residiren a la Torre de l'Àngel, al peu de Vallvidrera. Després van passar a viure al carrer Ganduixer.
Residència que combinà amb llargs viatges per difondre el seu mètode per Anglaterra, Holanda, Itàlia, Àustria i França entre altres països. Mentre vivia a Barcelona Montessori va establir relacions amb el feixisme italià. Benito Mussolini va decidir impulsar a Itàlia el mètode Montessori i el 1924 es va crear l'Obra Nacional Montessori per difondre'l a Itàlia i formar mestres sota el control directe de Montessori. El 1929 es va fundar a Roma la Reial Escola de Magisteri del Mètode Montessori, però amb una clara orientació feixista. La inserció d'elements estranys al mètode era mal tolerada per Montessori, qui pensava probablement amb certa ingenuïtat que podria difondre els seus principis pedagògics per mitjà del feixisme. Però va ser tot al contrari. El 1932 l'Ajuntament de Barcelona obria la tercera escola Montessori, el Parvulari Forestier dotat amb unes bones instal·lacions i material.
A partir de 1933 Montessori va romandre més fixament a la seva casa de Barcelona, en una època en què es va posicionar clarament contra el feixisme. De fet, aquell any Mussolini prohibeix les escoles Montessori a Itàlia i el 1934 Hitler farà el mateix a Alemanya. En canvi, amb la restauració de la Generalitat de Catalunya republicana, les escoles Montessori tornaren a prendre un gran increment.
Al Principat es va crear, el 1932, la Societat Montessoriana. Aquesta entitat, el 1933, amb l'ajut de l'Ajuntament de Barcelona, la Generalitat de Catalunya i el Ministeri d'instrucció Pública va organitzar a Barcelona el XVII Curs Internacional Montessori, amb una assistència de més de tres-cents participants. En aquesta avinentesa es publica l'opuscle L'escola Pública de Barcelona i el mètode Montessori. El següent Congrés Internacional se celebrà a Roma el 1934 i es va evidenciar el trencament de Montessori amb el govern de Mussolini.

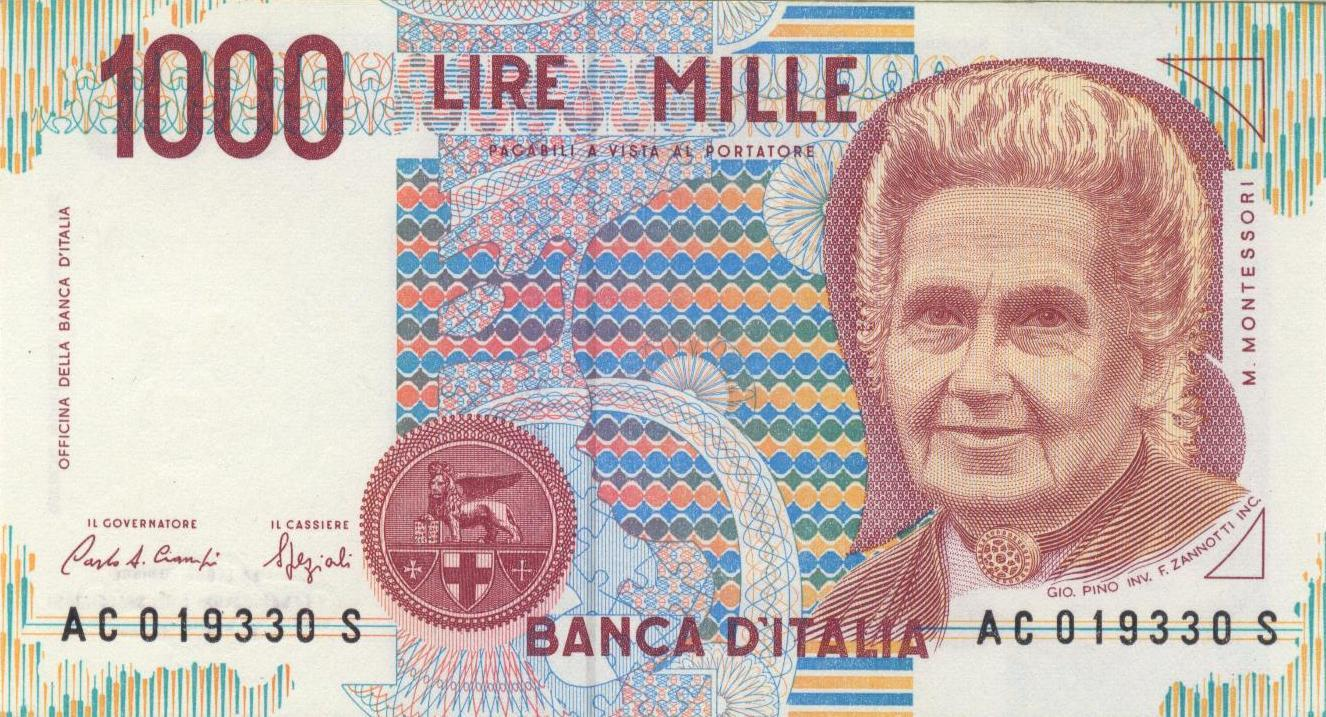
Paper moneda italià dedicat a Maria Montessori (de 1990 al 1998).

El juny de 1933 la Generalitat i l'Ajuntament de Barcelona organitzen un gran homenatge a Montessori per la seva contribució a la pedagogia i l'escola a Catalunya. En aquell any ja hi havien més de trenta escoles montessorianes arreu de Catalunya, a més de les tretze escoles creades a Barcelona.
Amb l'esclat de la Guerra Civil, Maria Montessori abandonarà Barcelona a bord d'un vaixell britànic. Abans havia escrit a la capital catalana El Niño. El secreto de la infancia. Aquest llibre, que publicarà Araluce el 1937, mostra com l'educació dels infants no només consisteix en la transmissió de cultura o coneixements, sinó que es basa en el descobriment del seu propi jo mitjançant la troballa del seu món interior.

### Montessori i la dimensió religiosa
La residència a Barcelona de Montessori coincideix amb una seva etapa vital fortament lligada a l'espiritualitat i al cristianisme. Tot i que la visió que en tenia va ser incompresa, perseguida i denunciada pels sectors integristes de l'Església. La seva orientació la va portar a apropar-se a un dels nuclis més oberts del catolicisme català que liderava el pare Miquel d'Esplugues. Tant a Catalunya com a fora, alguns eclesiàstics alineats amb els valors i la política del règim de la Restauració borbònica, qualificaven el seu mètode de naturista, deista i d'inspiració teosòfica. Tot i els clars pronunciaments favorables que el mètode montessorià havia obtingut dels papes Pius X (1911) i Benet XV (1914).
La religiositat de Maria Montessori la portà a treballar la dimensió religiosa entre els infants. Sobre les seves experiències en aquest camp a l'Escola Montessori, Alexandre Galí opinava que «entre els bons assaigs cal posar en primera línia l'ensenyament de la religió inspirat en l'esperit litúrgic més pur de l'Església i dirigit pels mateixos homes que aleshores posaven en marxa aquesta fecundíssima renovació de la pietat catalana». Un dels fruits d'aquesta tasca és el llibre de Montessori escrit a Barcelona La Santa Misa vivida por los niños, en el qual sustenta que no és necessari que el nen sigui savi per seguir la missa; però sí que ho és que sigui espiritualment lliure.

### Durant el franquisme
El franquisme, com tot règim totalitari, es va fixar l'objectiu de convertir l'educació, i l'escola en particular, en un dels seus instruments importants de propaganda ideològica. Aquesta política tindrà com a finalitat aniquilar l'obra pedagògica de la Catalunya del primer terç del segle i combatre l'educació activa, que tenien entre els seus principals objectius el de la formació de ciutadans conscients. Malgrat això, el mètode montessorià va ser una de les destacades, però sempre discretes, expressions del manteniment de l'escola activa durant el primer franquisme. Dolors i Francesca Canals el 1955 reintrodueixen el mètode Montessori als parvularis municipals de Barcelona. El 1958 l'Escola de Jardineres Educadores inclou la pedagogia Montessori en el pla de formació de les educadores. El 1956 Maria Antònia Canals posa en pràctica el mètode a l'Escola Talitha, una de les escoles de referència dels inicis del segon moviment de renovació pedagògica de Catalunya. I continuarà l'aplicació del mètode montessorià en fundar l'escola Ton i Guida en un barri obrer. Ella mateixa seguint les petjades dels cursos realitzats abans de la Guerra Civil, obre a Barcelona, el 1962, el primer curs sistemàtic sobre el mètode.

### Crisi i nova expansió de les escoles Montessori
A finals de la dècada de 1960 es va anar limitant l'aplicació del mètode Montessori a Catalunya tot coincidint amb una crisi iniciada a Europa després de la Segona Guerra Mundial i que va afectar tot el moviment de l'Escola Nova, que no havia estat capaç de transformar la realitat social ni les institucions educatives. Es percebia cada cop més que el problema de l'educació no era pedagògic, sinó polític.
Va començar un llarg parèntesi en l'aplicació del mètode Montessori, tot i alguns intents de represa. A finals del segle xx va sorgir un renovat interès per la pedagogia montessoriana. L'any 1997, l'escola Montessori Palau de Girona decideix implantar la pedagogia montessoriana seguint les directrius de l'Associació Internacional Montessori (AMI). Hi seguirà la creació d'altres centres per terres catalanes, balears i valencianes coincidint en la important expansió del mètode Montessori per Europa a partir de la dècada de 2010. Des de llavors, la pedagogia Montessori està vivint un període de gran creixement, tant pel nombre de centres de nova creació, com pel important nombre de docents que decideixen formar-se en la metodologia i els principis educatius de la doctora Montessori.
Alguns estudiosos apunten que les escoles Montessori desperten interès en molts països europeus pel fet que les societats de les dues primeres dècades del segle xxi posen atenció en el desenvolupament personal com a element de seguretat i ascensió social. Especialment, les escoles Montessori despertaran interès entre les classes mitjanes preocupades per l'educació dels seus fills. L'exitós rebrotar internacional de la pedagogia montessoriana també té a veure amb l'ús d'un material molt concret que la fa comprensible de manera immediata. D'entre totes les noves pedagogies aquesta és la menys qüestionadora i la més integrable socialment i política. A més, aconsegueix conciliar exigències que semblaven ser en part contradictòries, insistint alhora sobre els aprenentatges acadèmics precoços i sobre el benestar i l'autonomia dels alumnes,

## Reconeixements

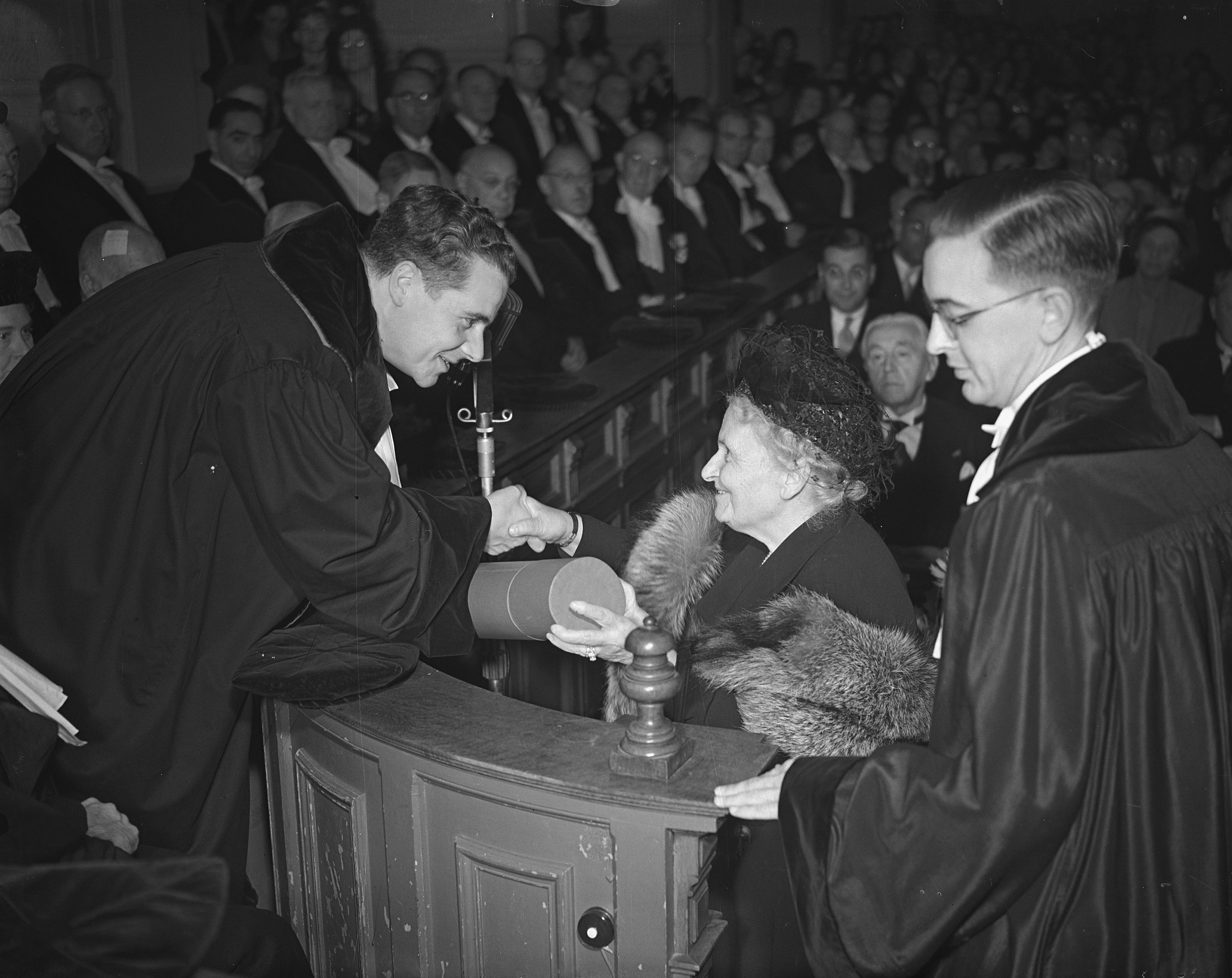
Concessió del doctorat honoris causa per la Universitat d'Amsterdam a Maria Montessori. 1950

Les escoles Maria Montessori i Maria Montessori van aparèixer a les monedes i bitllets d'Itàlia, i als segells dels Països Baixos, l'Índia, les Maldives, el Pakistan i Sri Lanka. En 1949, li es concedida la Légion d'honneur a França.
Va ser nomenada doctora Honoris Causa per la Universitat de Amsterdam el 1950. Aquell mateix any fa un parlament a la Conferència General de la UNESCO reunida a Florència.
Un avió KLM McDonnell Douglas MD-11 (registre PH-KCB) va rebre el seu nom i es va retirar el novembre de 2014.
El 2020, la revista Time va nominar Montessori com una de les 100 millors dones de l'any, fruit del seu premi a la Persona de l'Any.

## Publicacions (selecció)
- Il Metodo della Pedagogia Scientifica applicato all'educazione infantile nelle Case dei Bambini, Città di Castello: S. Lapi, 1909 (lL'edició de 1950 publicada amb el títol La scoperta del bambino).
- Antropologia Pedagogica, Milano: Vallardi, s.d. (1910)
- L'autoeducazione nelle scuole elementari, Roma: E. Loescher & C. - P. Maglione e Strini, 1916
- Manuale di pedagogia scientifica, Napoli: Alberto Morano, 1921.
- I bambini viventi nella Chiesa, Napoli: Alberto Morano, 1922.
- La vita in Cristo, Roma: Stab. Tipolitografico V. Ferri, 1931.
- Psico Geometría, Barcelona: Araluce, 1934.
- Psico Aritmética, Barcelona: Araluce, 1934.
- La Santa Misa vivida por los niños. Barcelona: Araluce 1936.
- Il bambino in famiglia, Todi: Tipografia Tuderte, 1936.
- El Niño.El secreto de la infancia. Barcelona: Araluce, 1937.
- De l'enfant à l'adolescent, Paris: Desclée De Brouwer 1948.
- Educazione e pace, Milano: Garzanti, 1949.
- Formazione dell'uomo, Milano: Garzanti, 1949.
- The absorbent mind, Madràs, Theosophical Publishing House, 1949